# 29447 Jerzyneyman
29447 Jerzyneyman este un asteroid din centura principală, descoperit pe 12 august 1997, de Paul Comba.